# Lliurona
Llorona o Lliurona es una localidad española del municipio gerundense de Albañá, en la comunidad autónoma de Cataluña.

## Historia
A mediados del siglo XIX, por entonces parte del municipio de Bassegoda, contaba con una población de 97 habitantes. En 2021 contaba con 47 habitantes. Aparece descrita en el décimo volumen del Diccionario geográfico-estadístico-histórico de España y sus posesiones de Ultramar de Pascual Madoz de la siguiente manera: 

LLORONA: l. en la prov. y dióc. de Gerona (9 horas), aud. terr., c. g. de Barcelona (29), part. jud. de Olot (6), ayunt. de Basagoda (1). sit. en una montaña; le combaten frecuentemente con violencia los vientos del N. y O.; su clima es muy frio, y las enfermedades comunes son catarros y pulmonías. Tiene una igl. parr. (San Andrés) de las que son anejas las de San Martin de Cursavell, San Miguel de Basagoda y la capilla de San Juan, servida por un cura de ingreso de provision real ordinaria, y un vicario; el cementerio se halla á la parte N. de la pobl. El térm. confina N. Cursavell; E. Albañá; S. Beuda, y O. Guitarrin. El terreno es de inferior calidad y de secano; sus montes principales nombrados Asencio y Puig de Montesa, estan poblados de robles, encinas, pinos y bojes; le cruza el r. Borró, que nace en las minas de Basagoda, y va á desaguar en el Fluviá, cerca de la parr. de Besalú; contiene algunas minas de carbon de piedra abandonadas. Los caminos son locales, de herradura y en muy mal estado. prod.: centeno, legumbres y patatas; cria ganado lanar, cabrío y de cerda, y caza de lobos y zorras. pobl.: 14 vec., 97 alm. cap. prod.: 1.444.400 reales. imp.: 35,110.
(Madoz, 1847, p. 509)

En la actualidad, la localidad forma parte del término municipal gerundense de Albañá, perteneciente a la comarca del Alto Ampurdán.